# 카메이 후미오
카메이 후미오(일본어: 亀井 文夫, 1908년 4월 1일 ~ 1987년 2월 27일)는 일본의 영화감독이다.
1928년 후쿠시마현 하라정(지금의 미나미소마시)에서 태어났다. 유년기에 센다이시 몬젠마치로 이사하였으며 와세다중학교(早稲田中学校)를 졸업했다. 1928년 문화학원(文化学院 분카가쿠인[*]) 대학부를 중퇴하고 소련으로 유학하여 레닌그라드 영화전문학교(LIKI)에서 청강하였으나 병으로 귀국했다.
1933년 도호의 전신인 사진화학연구소(冩眞化学研究所, Photo Chemical Laboratory)에서 "문화영화"라 불린 다큐멘터리를 제작하며 《상하이》(上海, 1938), 《전사들》(戦ふ兵隊, 1939) 등을 제작했다. 1941년 《고바야시 잇사》(小林一茶)를 제작한 후 치안유지법 위반으로 체포되었으며, 1년여간 구금된 후 기소유예되었으나 영화감독 자격을 박탈당했다.
제2차 세계대전 종전 후 복귀하여 이와사키 아키라(岩崎 昶)가 제작한 영화 《일본의 비극》(日本の悲劇, 1946)의 감독을 맡았으나 연합군 최고사령부 민간검열국(Civil Censorship Detachment)의 검열을 받았으며 쇼와 천황의 전쟁 책임을 묻는 내용이 문제가 되어 이내 상영금지되었다. 또한 야마모토 사츠오와 공동으로 《전쟁과 평화》(戦争と平和, 1947)의 감독을 맡았다. 그 이후로 주일 미군 기지, 핵무기, 부라쿠민 차별, 환경파괴 등을 주제로 다큐멘터리 영화를 제작했다.

## 필모그래피
- 《상하이》 (上海, 1937)
- 《베이징》 (北京, 1938)
- 《전사들》 (戦ふ兵隊, 1939)
- 《고바야시 잇사》 (小林一茶, 1941)
- 《일본의 비극》 (日本の悲劇, 1946)
- 《전쟁과 평화》 (戦争と平和, 1947)
- 《살아있어 다행이다》 (生きていてよかった, 1956)
- 《유혈의 기록: 스나가와》 (流血の記録――砂川, 1957)
- 《인간 모두 형제》 (人間みな兄弟, 1960)

## 저서
- 《たたかう映画―ドキュメンタリストの昭和史》 (1989, 이와나미 신서)